# Холл, Трейси
Тре́йси Хо́лл (англ. Howard Tracy Hall; 20 октября 1919 года — 25 июля 2008 года) — американский химик, впервые в мире совершивший документально засвидетельствованный синтез алмаза, используя оборудование собственной разработки.

## Ранние годы
Говард Трейси Холл (чаще он пользовался коротким именем Трейси Холл) родился 20 октября 1919 года в Огдене, штат Юта, США. Трэйси Холл был потомком мормонов и вырос на ферме в Марриотт, штат Юта, США. Ещё в четвёртом классе он объявил о своем желании работать в General Electric. Холл два года посещает колледж Вебера (Weber College). Затем он поступил в Университет штата Юта в Солт-Лейк Сити, где в 1942 году получает степень бакалавра, и степень магистра в следующем году. В течение двух следующих лет он служил прапорщиком в ВМС США. Холл вернулся в Университет штата Юта в 1946 году, где он был первым аспирантом Генри Айринга и в 1948 году получил докторскую степень по физической химии. Двумя месяцами позже он осуществляет свою детскую мечту, начав работать в лаборатории General Electric в Скенектади. Он присоединился к команде по производству синтетических алмазов под кодовым названием «Проект Сверхдавление» возглавляемой инженером Энтони Нерадом.

## Изобретение
Как и с многими другими важными изобретениями, обстоятельства, окружающие синтез Холла, являются предметом споров. Однако не подлежит сомнению то, что 16 декабря 1954 года ученый получил синтетический алмаз в прессе собственной разработки и что он и другие смогли повторить это в дальнейшем — равно как и то, и что этот успех привел к созданию крупной индустрии по производству суперматериалов.
Успех Холла, по его словам, стал возможен благодаря решимости идти собственным путём, начиная с радикального изменения конструкции используемого пресса. В аппарате использовался Карболой (Carboloy — сверхтвердый сплав на основе карбида вольфрама, диспергированного в кобальте, так же известный как Widia), кольцевой бандаж из высокопрочной стали, поддерживающий центральную часть, где происходил синтез алмазов и два входящих в него конических поршня, приводимых в движение большим гидравлическим прессом.
Состав исходного материала, катализатор, требуемая температура и давление выбирались интуитивно. Холл использовал графит и троилит (FeS). Алмазы прилипали к танталовому диску, который использовался для подведения электрического тока при нагреве образца.
Этот эксперимент был выполнен при давлении в 70000 атмосфер и температуре 1600С° и длился около 38 минут. При вскрытии образца на танталовых дисках были обнаружены скопления кристаллов алмаза. 31 декабря 1954 года синтез алмаза был подтвержден и 15 февраля 1955 года об этом было сообщено прессе.
Компания General Electric буквально обогатилась благодаря изобретению Холла. Сам Трейси Холл, в дополнение к его обычной зарплате, был награждён десятидолларовой облигацией Казначейства США. «Экие деньжищи!», — иронизировал впоследствии ученый.

## Последующие годы
Холл покинул General Electric в 1955 году и стал профессором химии и директором по исследованиям в университете Бригама Янга. Работая там, он изобрел тетраэдрические и кубические системы прессования. В течение многих лет первый тетраэдрический пресс демонстрировался в научном центре Айринг на территории университета. В начале 1960-х Холл изобрел поликристаллический алмаз (PCD). Холл основывает Новатек (Novatek) и становится соучредителем MegaDiamond.
4 июля 1976 года Трейси Холл стал епископом церкви Мормонов и пробыл на этом посту пять лет. Затем вместе со своей женой Идой-Розой Лэнгфорд служил в церковной миссии в Южной Африке.
Трейси Холл умер 25 июня 2008 года в городе Прово, штат Юта, США, в возрасте 88 лет. У него было семеро детей, тридцать пять внуков и пятьдесят три правнука.

## Награды и звания
- 1970 награда от Американского института Химиков (AIC)[9]
- 1972 награда за творческое изобретение от Американского Химического общества (ACS): «За открытие воспроизводимой системы реакций получения синтетического алмаза из графита, а также за концепцию и дизайн прибора супервысокого давления, который не только сделал синтез возможным, но и открыл новую эру исследований высокого давления».
- 1977 премия Джеймса Макгродди за новые материалы от Американского Физического Общества
- 1994 медаль губернатора штата Юта за достижения в науке и технике.
- 2016 университет штата Вебер называет свое новое здание в честь Трейси Холла (the Tracy Hall Science Center)[10].

## В современной культуре
В эпизоде «Игра в прятки» (Peekaboo) сериала «Во все тяжкие» (Breaking Bad), Уолтер Вайт (Walter White) упоминает, что Холл «изобрел алмаз» и получил только десятидолларовую облигацию Казначейства США за свое открытие.

## Патенты
За всю свою карьеру Трэйси Холл получил девятнадцать патентов. Некоторые особо примечательные из них:
- U.S. Patent 2,947,608 or [1] «Diamond Synthesis» Howard Tracy Hall, Aug. 2, 1960.
- U.S. Patent 2,947,610 or [2] «Method of Making Diamonds» Howard Tracy Hall, Herbert M. Strong and Robert H. Wentorf, Jr., Aug. 2, 1960.
- U.S. Patent 3,159,876 or [3] «High Pressure Press» Howard Tracy Hall, Dec. 8, 1964.